# Apple Battery Charger
Apple Battery Charger（アップル・バッテリー・チャージャー）は、Apple社製の単三ニッケル水素充電池専用のコンセント式充電器である。

## 概要
Apple Battery Chargerは、Magic MouseやMagic TrackpadなどのワイヤレスのMacアクセサリ用に開発されたApple社としては初となる充電器の商品である。この充電器の待機時の消費電力は30mWと低く、他社製品のものと比べ1割程度（Apple調べ）にまで抑えられている。これは、電池が完全に充電されたのを感知すると消費電力を自動的に減らす仕組みを採用しているためである。コンセントのプラグはApple製ACアダプタと同様で、各国の形状に合わせて取り外して交換することが可能となっている。
購入時には単三ニッケル・水素充電池が6本添付されている。この電池は自己放電率がとても低く、完全に充電された状態で1年間使用せずに放置した場合でも80%の電力が残るという。本充電器と組み合わせることで、付属の充電池は最大10年間使用することができる。
また、単三ニッケル水素式の他社メーカー製の充電池も充電できるのが特徴。
本商品はアクセサリ商品なので、単品かMac製品のオプションの形で提供される。なお、充電器の生産国は中国であるが、添付の充電池は日本で生産されている。
JIS（日本工業規格）の性能試験を受けておらず、繰り返し回数が記載されていない。